# Tommaso Calderone
Tommaso Antonino Calderone (Barcellona Pozzo di Gotto, 30 gennaio 1963) è un politico italiano, dal 13 ottobre 2022 deputato alla Camera per Forza Italia.

## Biografia
Si laurea in giurisprudenza presso l'Università degli Studi di Messina e dal 1991 svolge la professione di avvocato penalista, patrocinante in Cassazione, e da gennaio 2017 a giugno 2018 è stato presidente della Camera penale di Barcellona Pozzo di Gotto (Messina).

## Attività politica
Inizia la sua attività politica sin da giovane militando nelle file del Movimento Sociale Italiano, ed in particolare in quelle giovanili, seguendo poi la confluenza del partito in Alleanza Nazionale (AN) con la svolta di Fiuggi.
Alle elezioni amministrative del 1994 si candida al consiglio provinciale di Messina, tra le liste di AN a sostegno del candidato presidente del Polo del Buon Governo Giuseppe Buzzanca, venendo eletto consigliere provinciale e rimanendo in carica fino al 1998.
Nel 2007 aderisce ad Alleanza Siciliana, movimento autonomista di destra fondata da Nello Musumeci, che nel 2008 confluisce ne La Destra di Francesco Storace.
Alle elezioni politiche del 2008 viene candidato alla Camera dei deputati, tra le liste de La Destra - Fiamma Tricolore nella circoscrizione Sicilia 2, ma non risulta eletto dato che la formazione non ottiene alcun seggio. Alle contemporanee elezioni regionali in Sicilia viene candidato per la stessa lista all'Assemblea Regionale Siciliana (ARS) nella circoscrizione di Messina, ottenendo 4.304 preferenze ma risultando non eletto.
Nel 2014 aderisce alla rinata Forza Italia, con cui alle elezioni regionali in Sicilia del 2017 si candida nuovamente all'ARS tra le sue liste, a sostegno del candidato presidente del centro-destra Nello Musumeci, risultando eletto con 13.517 preferenze nella provincia di Messina. Nel 2019 diventa capogruppo per Forza Italia all'ARS, rimanendo in carica fino a marzo 2022.
Alle elezioni comunali in Sicilia del 2020 si candida al consiglio comunale di Barcellona Pozzo di Gotto, tra le liste di Forza Italia con 862 preferenze, venendo eletto consigliere comunale e rimanendo in carica fino ad agosto 2021.
Alle elezioni politiche anticipate del 2022 si ricandida alla Camera nel collegio uninominale Sicilia 2 - 05 (Barcellona Pozzo di Gotto), sostenuto dalla coalizione di centro-destra in quota forzista, venendo eletto deputato con il 35,33% dei voti e superando i candidati di Sud Chiama Nord Valentina Costantino (20,28%), del Movimento 5 Stelle Katia Baglio (20,09%) e del centro-sinistra, in quota Partito Democratico, Giuseppe Arena (16,76%). Contestualmente si ricandida alle elezioni regionali in Sicilia del 2022 nelle liste di Forza Italia a sostegno del candidato presidente del centro-destra Renato Schifani, venendo eletto nella circoscrizione di Messina con 11.207 preferenze. Successivamente si dimette dall'ARS, optando per il seggio in Parlamento in quanto le due cariche sono incompatibili.